# Форрест Марс (молодший)
Форрест Едвард Марс молодший (16 серпня 1931 — 26 липня 2016) — американський спадкоємець і бізнесмен. Він був старшим сином Одрі Рут (Майєр) і Форреста Марса-старшого, а також онуком Френка С. Марса, засновника Mars, Incorporated. Він обіймав посаду співпрезидента кондитерської компанії з 1975 по 1999 рік
У березні 2015 року Forbes оцінив його статок у 26,8 мільярдів доларів порівняно з 11 мільярдами доларів у березні 2010 року У жовтні 2012 року Bloomberg Billionaires List поставив Марса на 31-е місце серед найбагатших людей у світі з оціночним статком у 20,1 мільярда доларів.

## Раннє життя
Марс закінчив школу Hotchkiss у Лейквіллі, штат Коннектикут, у 1949 році та Єльський університет. Він служив фінансовим офіцером в армії США.

## Кар'єра
Марс почав працювати у своїй сімейній компанії в 1959 році, спочатку фінансовим директором. Незабаром його призначили генеральним директором нової фабрики в Нідерландах, а в 1966 році він став керуючим директором Mars France. Він повернувся до Сполучених Штатів у 1970 році, щоб стати віце-президентом групи Mars Inc. У 1975 році він і його брат Джон Ф. Марс стали співпрезидентами та керували значним зростанням компанії. Марс-молодший пішов у відставку в 1999 році, але залишався в раді директорів до 2006 року

## Громадська діяльність
Будучи власником ранчо Diamond Cross, 82 000-акрів (33 000 га) ділянка вздовж річки Монтана та на північному кінці басейну річки Паудер, Марс активно протистояв розробці своєї частини того, що називають «найпродуктивнішими родовищами вугілля та природного газу в країні». Компанії, які мають право оренди нафти та газу на його землю, права, які спочатку стали можливими завдяки Закону про тваринництво та Закону про оренду корисних копалин, прагнуть скористатися цими правами на його ранчо. Повідомляється, що Марс був стурбований великою кількістю води, яку споживають проєкти розвідки та виробництва енергії, води, необхідної для його ранчо.
Марс і його колишня дружина пожертвували кошти, які дозволили Фонду колоніального Вільямсбурга реконструювати кав'ярню 18 століття в колоніальному Вільямсбурзі.
Колишнє подружжя зробило значні внески в приватний керівний орган Форт-Тікондерога, хоча сварка між виконавчим директором Ніколасом Вестбруком і місіс Марс призвела до її відставки з правління та припинення фінансової підтримки тодішньої пари.

## Багатство
За даними журналу Forbes станом на 2010 рік, він був 52-ю найбагатшою людиною у світі, 26-ю найбагатшою людиною в США і найбагатшим жителем Вірджинії.

## Сім'я
Марс одружився з Вірджинією Кретеллою, 1929/1930 (вік 94–95) народження. У них було чотири дочки: Вікторія Б. Марс, Валері Енн Марс, Памела Діана Марс і Марійке Елізабет Марс . Кожна дочка коштувала 5,9 мільярда доларів (станом на 06.03.2018).
Він розлучився з Вірджинією в 1990 році, щоб одружитися з Деборою Адер Кларк. У 2010 році вони розлучилися

## Смерть
Марс помер у віці 84 років 26 липня 2016 року в Сіетлі, штат Вашингтон, від ускладнень серцевого нападу.